# Rio Irani
 (juillet 2014).
Si vous disposez d'ouvrages ou d'articles de référence ou si vous connaissez des sites web de qualité traitant du thème abordé ici, merci de compléter l'article en donnant les références utiles à sa vérifiabilité et en les liant à la section « Notes et références ».
 (juillet 2014).
Le rio Irani est une rivière brésilienne de l'État de Santa Catarina.

## Géographie
Il naît sur le territoire de la municipalité d'Água Doce et s'écoule vers l'ouest. Il finit par se jeter dans le río Uruguay, à la frontière des municipalités de Paial et Chapecó.